# Wolmersdorf (Jesberg)
Koordinaten: 51° 0′ 13″ N, 9° 9′ 43″ O
Wolmersdorf, oft fälschlich auch als Wolkersdorf bezeichnet, ist eine Dorfwüstung in der Gemarkung von Jesberg im nordhessischen Schwalm-Eder-Kreis.

## Lage
Die einstige Siedlung liegt auf 229 m Höhe über NHN etwa 700 m nordöstlich von Jesberg, am rechten Ufer der Gilsa und unweit östlich der Bundesstraße 3.

## Geschichte

### Ersterwähnung und Ortsname
Der Ort wurde 1231 als „Wulmersdorph“ in einer Urkunde des Klosters Haina, das dort Grundbesitz hatte und Güter vertauschte, erstmals schriftlich erwähnt. In der Folge erschien der Ortsname in leicht wechselnder Form: „Wolmersdorph“ (1238), „Wolmshusin“ (1263), „Wolmersdorf“ (1270), „Wlmerstorph“ (1284), „Wolmersdorp“ (1300), „Wolmersdorf“ (1307), „Wolmerstorff“ (1400), „Wolmestorff“, „Wolmisdorff“ (1448), „Wolmesdorff“ (1521), „Wolmsdorff“ (1523), „Wulmesdorff“ (1537), „Wolmerßdorff“ (1574), „Wolmershausen“ (1584), „Wolmerstorff“ (1585), „Wolmersdorf“ (1611), „Wolmarsdorff“ (1650) und „Vollmarstorff“ (1657).

### Besitz
Im Jahre 1263 erhielt das Kloster Spieskappel durch Schenkung Güter zu Wolmersdorf. 1307 wurde der Ort als „villa“ bezeichnet, und eine im Besitz derer von Linsingen befindliche „Mühle unter dem Berg“ wurde erwähnt. 1342 verkaufte Rule von Trugelnrode sein Gut in Wolmersdorf an die von Erfurtshausen, die in der Folgezeit weiteren Besitz im Ort kauften. 1381 verschrieb Kurt von Erfurtshausen seiner Frau als Morgengabe ein Vorwerk in Wolmersdorf. 1400 und 1402 wurde der kurmainzische Amtmann zu Jesberg, Ludwig Baldamar, als Besitzer von Gütern in Wolmersdorf erwähnt. Im Jahre 1521 gab Ludwig von Linsingen seinem Bruder Hans einen Garten in Wolmersdorf. Der Ort wurde 1381 noch als Dorf bezeichnet, scheint nun jedoch bereits von Einwohnern verlassen gewesen zu sein. Im Jahre 1719 existierten noch die Mauerreste einer alten Kapelle, die sogenannte „Wolmersdorfer Zelle“.

### Zehnt
Der Zehnt auf die Felder der Wolmersdorfer Feldflur wurde allerdings weiterhin erhoben. Das St. Petri-Stift in Fritzlar belehnte 1403 Konrad von Erfurtshausen und von 1448 bis mindestens noch 1681 die von Linsingen mit einem Zehnten zu Wolmersdorf. 1523 verpfändete Johann von Linsingen seinem Vetter Ciliax von Linsingen seinen Teil und Gerechtigkeit am Zehnten zu Wolmersdorf, und 1585 hatten die von Linsingen 3/4 des Zehnten zu Wolmersdorf inne. 1592 schließlich versetzte Dietrich von Linsingen seinen Anteil am Zehnten zu Wolmersdorf an Konrad Riedesel.